# Equivocada
"Equivocada" é o primeiro single do primeiro álbum ao vivo da cantora mexicana Thalía, Primera Fila. O single foi lançado oficialmente em 7 de outubro de 2009. É uma trágica balada de amor. A música tornou-se um dos maiores sucessos de Thalía, liderando as vendas digitais no México, América Latina, EUA e Europa. A música alcançou o segundo lugar na categoria Latin Pop Songs nas paradas da 
Billboard e a número 8 na parada Hot Latin Songs.

## Recepção crítica
Monica Herrera da revista Billboard, fez uma crítica positiva à canção, dizendo: "Para o primeiro single de seu álbum ao vivo 'Thalía en Primera Fila', a estrela pop mexicana Thalía faz uma balada comovente sobre um relacionamento sério que acabou se revelando. ser um erro. "Eu estava sempre errado, e eu simplesmente não queria ver", ela canta em espanhol. "Porque para você eu dei a minha vida / Porque tudo o que começa também termina." Depois de uma série de singles dance-pop que visam a um público passageiro, é refrescante ouvir Thalía recuar e enfrentar um número downtempo com um toque clássico, particularmente em um cenário ao vivo que permite que ela mostre seus vocais.'
O videoclipe da música é a apresentação ao vivo de Thalía no Bank United Center (Miami) em 29 de julho de 2009.

## Performances ao vivo
Thalía cantou "Equivocada" no especial de Natal "Nuestra Navidad", transmitido pela Univision. O especial foi gravado em 11 de novembro no Rockefeller Center, em Nova York, e apresenta duas apresentações de Thalía, uma versão em espanhol de "Rudolph the Red-Nosed Reindeer", ao lado de um grupo de crianças e seu novo hit "Equivocada", a primeira faixa lançada para promover seu novo álbum, "Thalía:En Primera Fila".
Thalía também cantou "Equivocada" no Teleton especial "Unidos Por Haiti", organizado pela Univision TV, no qual algumas das maiores estrelas da América Latina (Shakira, Richy Martin, Daddy Yankee, Chayanne, Enrique Iglesias, Juanes, Gloria Estefan, Luis Fonsi e mais) também cantaram suas músicas para arrecadar dinheiro para as vítimas do terremoto no Haiti.
Thalía cantou "Equivocada" no programa espanhol "Más Que Baile" em 14 de abril de 2010. Ela também cantou essa música em um programa matinal mexicano chamado "Hoy" com "Que Será de Ti".

## Faixas
1. Equivocada (ao vivo) - 4:05

### Versões oficiais
1. Equivocada (versão de rádio)
2. Equivocada (versão do álbum)
3. Equivocada (versão Bachata). Produção: Lenny Santos (Aventura)
4. Equivocada (Regional/Duranguense Version) com Patrulla 81

## Desempenho nas tabelas musicais e certificação
| Chart                                      | Maior posição |
| ------------------------------------------ | ------------- |
| Estados Unidos (Billboard Hot Latin Songs) | 8             |
| Estados Unidos (Billboard Latin Pop Songs) | 2             |
| Estados Unidos (Billboard Tropical Songs)  | 40            |
| México                                     | 1             |

| País (Empresa)                          | Certificação | Vendas  |
| --------------------------------------- | ------------ | ------- |
| México (AMPROFON)                       | Ouro         | 30,000* |
| *vendas baseadas apenas na certificação |              |         |

## Créditos
- Compositor: Mario Domm
- Intérprete: Thalía
- Produtor: Emilio Estefan, Jr.
- Gravação em: Miami, Florida - USA
- (P) 2009 Sony Music Entertainment US Latin LLC